# Bitva u Somosierry
Bitva u Somosierry byla bitva napoleonských válek. Střetla se v ní armáda španělská pod velením Benita San Juana a francouzská armáda, jíž velel císař Napoleon. Bitvu vyhráli Francouzi.

## Pozadí
Kapitulace francouzské armády u Bailénu přesvědčila císaře Napoleona, že má zasáhnout ve Španělsku osobně. Pro tento účel připravil 150 000 mužů. Tažení zahájil na začátku listopadu. Brzy poté byl dobyt Burgos a po bitvě u Tudely začalo tažení na Madrid. Jedinou překážkou byl průsmyk Somosierra, který byl obsazen španělskými jednotkami pod velením Benita San Juana.

## Bitva
Pro obranu Španělé vybrali nejužší místo, ve kterém se cesta vedoucí přes průsmyk kroutila mezi skalami. Čtyři španělské pozice obsazené děly byly rozmístěny v zatáčkách a kryla je pěchota na okolních svazích a u děl (16 děl, 200 dělostřelců a několik tisíc vojáků pěchoty). První francouzské jednotky dorazily k ústí průsmyku ráno 30. listopadu (3 pluky pěchoty s 6 děly). Průzkum provedla jednotka francouzských jízdních střelců (chasseurs à cheval), která však byla hustou palbou odražena a stáhla se. V té době již silnicí postupovala francouzská pěchota chráněna mlhou. Ale kolem 9. hodiny mlha prořídla a španělští obránci okamžitě zahájili na postupující Francouze uragánovou palbu. Napoleon, podrážděn ústupem pěchoty, nařídil zaútočit lehké polské jízdě (pl: svoležerové, fr.: chevau-légers lanciers). Důstojníci jeho štábu mu tento nápad odrazovali, protože přímý útok na španělské pozice v průsmyku měl velmi malé šance pro úspěch a pro prolomení bylo vhodnější vyslání pěchoty. Napoleon si prosadil svou a jeho pobočník major de Ségur, který přivezl 1 polskému lehkému jízdnímu pluku (1er régiment de chevau-légers lanciers polonais de la Garde impériale) rozkazy, se připojil k jednotce během útoku. Útok 125 kavaleristů vedl plukovník Jan Leon Kozietulski (pouze 3. a 7. oddíl). Těsně před první španělskou pozicí je přivítala salva z děl a pušek, která nezastavila útok. Kavaleristé přeskočili zátaras kopími (lancemi), dělostřelce přitom zabíjeli. Během dvou minut dorazili k druhému zátarasu. Španělští dělostřelci nestihli znovu vystřelit a rychle byli jízdou pobiti. U třetího zátarasu měli španělští dělostřelci a pěšáci dost času zamířit a vypálit. Přes velké ztráty Poláci umlčeli i tuto španělskou pozici. Při útoku na poslední, čtvrtou španělskou pozici asistovali Kozietulskému také kavaleristé Andrzeje Niegolewského, kteří se nedlouho po zahájení šarže Kozietulským vrátili z průzkumu pozic španělské pěchoty rozmístěné na svazích kolem průsmyku. Po umlčení také této pozice zůstala bojeschopná pouze hrstka polských kavaleristů účastnících se útoku. Brzy po dobytí čtvrté španělské pozice se objevili francouzští jízdní střelci, pěchota a ostatní jednotky polské lehké kavalerie. Španělští pěšáci chránící svahy průsmyku se dali na útěk pronásledováni kavalerií, která je honila přes 4 míle a obsadila město Buytrago s velkým množstvím vojenského materiálu. Cesta do Madridu byla otevřena.

## Ztráty
Ztráty francouzské pěchoty nejsou známé. Během šarže polské kavalerie padlo 22 polských kavaleristů a 35 bylo zraněno (v tom mnoho zmrzačeno). Španělské ztráty nejsou známé – dá se předpokládat, že zabiti byli téměř všichni dělostřelci (hlavně z prvních tří zátarasů). Počet španělských pěšáků padlých u zátarasů není přesně znám. Během pronásledování byly stovky španělských vojáků zabity a na 3000 vzato do zajetí. Generál San Juan byl zraněn u čtvrtého zátarasu, ale podařilo se mu dostat do Talavery, kde začal organizovat novou armádu, ale brzy byl zavražděn vlastními vojáky.

## Následky
Nyní měl Napoleon na Madrid volnou cestu a již 1. prosince k němu dorazily první jednotky. Město kapitulovalo 4. prosince.
Nyní se Napoleon chtěl soustředit na Angličany, kteří přišli Španělům na pomoc, ale než se s nimi mohl střetnout, musel ze Španělska odejít, protože se Rakousko chystalo vyhlásit Francii válku. Během bitvy, ke které pak došlo u La Coruñi, se Britům povedlo úspěšně nalodit celou armádu a uniknout porážce.

## Zajímavosti
Bitva u Somosierry byla výjimečná hned z několika důvodů. Jednalo se o nejkratší velkou bitvu napoleonských válek. Také to byla nejmíň krvavá bitva tohoto období – počet ztrát na obou stranách byl velmi malý pokud se přihlédne k velikosti armád, které se zde střetly a také pokud vezmeme v úvahu to, že jedna z armád byla zcela rozdrcena. Ovšem největší raritou je fakt, že bitvu dvou velkých a technologicky stejně vybavených armád, v době kdy se bitva ještě ani pořádně nerozhořela, rozhodla 20 minut trvající šarže malého oddílu lehké kavalerie.